# アシナガイグチ
アシナガイグチ（足長猪口・脚長猪口、学名: Boletellus elatus）はイグチ目イグチ科キクバナイグチ属のキノコである。傘の大きさに対して、とても長い柄が特徴で、和名の由来となっている。食毒不明。

## 分布・生態
日本および北アメリカ大陸（メキシコ）に分布する 。
菌根菌（菌根性）。夏から秋にかけて、ブナ科の混じる林内に発生し、時に群生することもある。

## 形態
子実体は傘と柄からなる。傘は直径3 - 9センチメートル (cm) 、半球形からまんじゅう形になる。傘表面は赤褐色から栗褐色または帯紫褐色、多少フェルト状のち無毛となり、湿潤時はやや粘性がある。管孔は幼菌時黄色のち緑黄色からオリーブ緑色となる。孔口は管孔と同色で、多角形。
柄は高さ9 - 23 cm、径6 - 12ミリメートル (mm) 。その名のとおり柄が細長いキノコであり、基部付近は白色の菌糸に被われ、急に太まり一方に曲がる。柄の表面は軟毛に被われており、傘よりやや暗い色をしている。肉は白色から淡黄色で、切断すると変色しないか僅かに赤変する。

## 近縁種
- キクバナイグチ属 (Boletellus)
  - キクバナイグチ (B. floriformis)
  - セイタカイグチ (B. russellii)
  - オオキノボリイグチ (B. mirabilis)
  - ミヤマベニイグチ (B. obscurecoccineus)
  - アキノアシナガイグチ (B. longicollis)